# Artful Dodger
Artful Dodger – brytyjska grupa R&B i UK garage założona w 1999 w Southampton. Zespół tworzył duet Mark Hill i Pete Devereux. W krótkim czasie wynieśli UK garage na szczyty światowych list przebojów. Sławę zyskali dzięki remiksom zrealizowanym dla Gabrielle, The Brand New Heavies lub Lydon David Hall oraz własnym utworom, takim jak „Re-Rewind” (z udziałem przyszłej gwiazdy – Craiga Davida) czy „Movin’ Too Fast” z Rominą Johnson. Ich sukcesami szybko zainteresował się właściciel i dyrektor wytwórni FFRR. Debiutancki longplay Artful Dodger, „It's All About the Stragglers” (2001), nagrany z udziałem Craiga Davida, Lynn Eden, Nicole czy MC Alistaira, został bardzo wysoko oceniony zarówno przez krytyków, jak i przez publiczność. Po odejściu Marka Hilla w 2001 roku, grupa Artful Dodger kontynuuje działalność pod przewodnictwem Pete'a Devereux.

## Dyskografia
- 2001 It's All About the Stragglers